# Alegría (emoción)

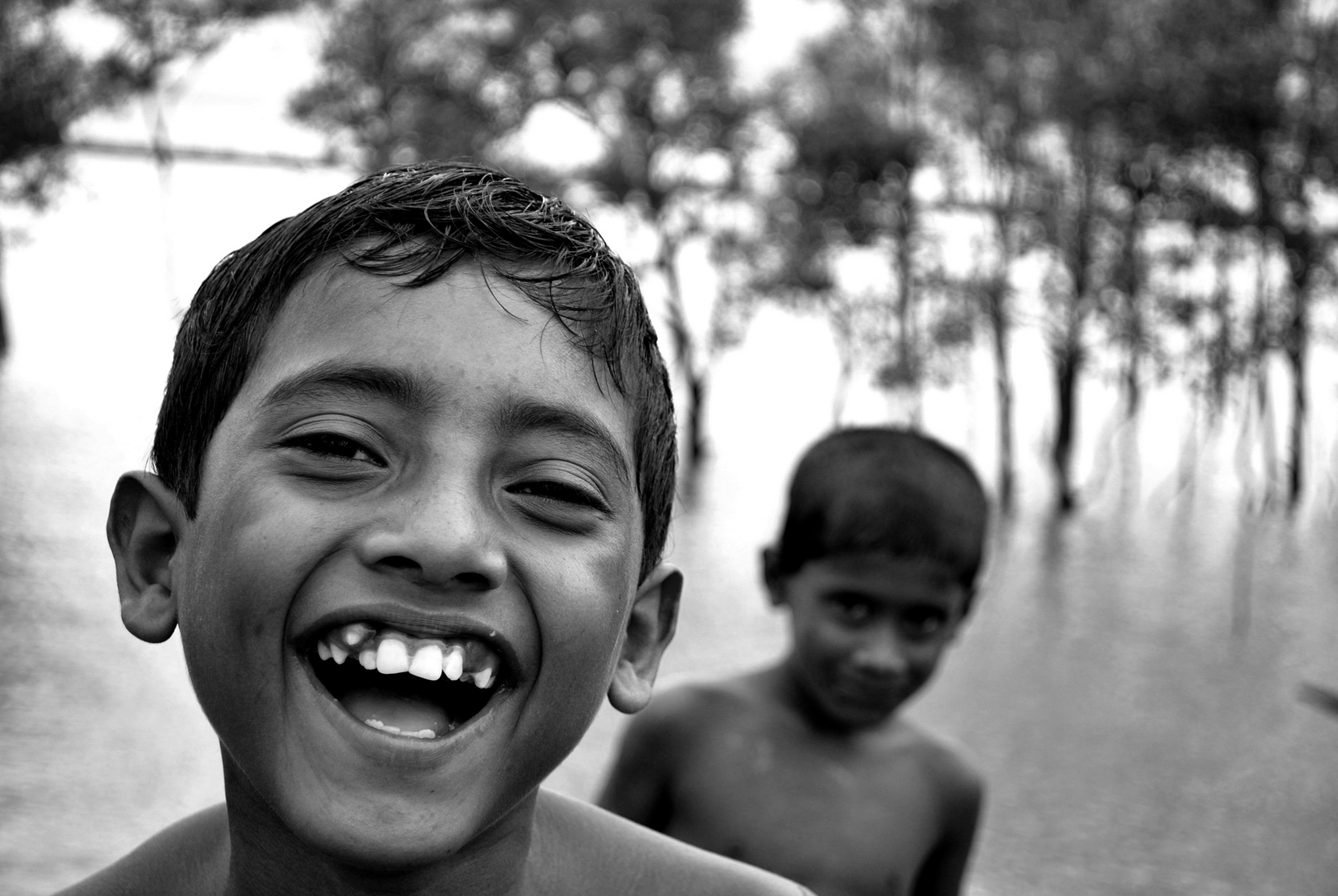
La risa es una expresión típica de alegría.

La alegría es el estado del ser que permite experimentar sentimientos de felicidad intensa y duradera y satisfacción con la vida. Está estrechamente relacionada con el bienestar, el éxito o la buena fortuna, y a menudo es evocada por ellos. La felicidad, el placer y la gratitud están estrechamente relacionados con la alegría, pero no son idénticos a ella.

## Sentido filosófico
En la filosofía antigua, la alegría se compara con el término «μανια» ("delirio" o "locura"), comentado en el Fedro de Platón, como presencia de lo divino como flujo transformador y energizante; concepto relacionado con el entusiasmo («ενθουσιασμός») que afecta al espectador ‘bueno o bello’, aún más allá del sentimiento.[cita requerida] Ya en el mundo romano, Cicerón da una definición más cercana al significado actual: «la alegría es un estado del alma que, confrontado con la posesión de un bien, no pierde su serenidad».[cita requerida]
En la filosofía moderna, aparecen nuevas concepciones de la alegría. Así, en el siglo xvii, Spinoza agrupa a la alegría junto a la tristeza y el deseo, como una de las tres emociones básicas de los seres humanos; de forma que el resto de los sentimientos (amor, odio, esperanza, miedo, etc.) se definen como formas particulares de alegría o tristeza. Asimismo, Spinoza define la alegría como «el paso del hombre de una perfección menor a una mayor», como un aumento del poder del hombre, vinculado a la realización de los deseos y el esfuerzo para perseverar en la existencia.
Leibniz, por su parte distingue entre el «gaudium», "alegría" como disfrute pacífico que no está sujeto a ninguna condición), y el «laetitia», el placer del alma relacionado con la posesión de un bien (en el mismo sentido que apuntaba Cicerón).[cita requerida]
En la filosofía contemporánea, Nietzsche asocia la alegría con la capacidad de superar la existencia y su carácter trágico, como una expresión de la voluntad de poder que supone ser alegre a pesar de los sufrimientos de la vida, sin refugiarse en una felicidad ilusoria (religión, idealismo, etc.). El francés Henri Bergson presenta la alegría como signo de logro, éxito o como conclusión, que da significado a la existencia humana.
De este modo la alegría es la consecuencia de una creación, como en la madre que engendró y crio a su hijo, concluyendo que el significado de la vida humana es la creación. No obstante, Bergson distingue el placer, como subterfugio de la naturaleza para conseguir la conservación de las especies, de sentido de la alegría como compromiso con la vida humana.
Con el dasein de Heidegger, el hombre recupera su libertad inalienable al anticipar su propia muerte y la confrontación con la nada que implica (ver su Being and Time).

### Iconografía
En la iconografía clásica, la Alegría se representa como una mujer que sostiene un cuerno de la abundancia, como símbolo de felicidad, y en ocasiones acompañada por dos niños, y uno de ellos llevando una palma.

## En la literatura y la música
Tema común a todas las culturas, en la historia musical de Occidente la alegría emigró del vocabulario religioso a la literatura ya a comienzos del siglo xx. Una de las obras más conocidas es la Oda a la alegría, poema de Schiller publicado en 1785, y musicado por Beethoven en las partes cantadas cuarta y última de la Novena sinfonía. La pieza fue adoptada como himno oficial de la Unión Europea.